# ایستگاه راه‌آهن چشمه‌کنان
ایستگاه راه‌آهن چشمه‌کنان (انگلیسی: Cheshmeh Kanan railway station) یکی از ایستگاه‌های راه‌آهن ایران است که در غلمانسرای، در استان آذربایجان شرقی قرار دارد.